# 稗属
稗属（学名：Echinochloa）是禾本科下的一个属，为一年生或多年生草本植物。该属共有约80种，分布于热带和温带地区。
属名Echinochloa源于希腊语echinos（刺猬）和chloe（草）的合成词，指小穗具刺毛。